# Magrudergrind
Magrudergrind est un groupe américain de grindcore, originaire de Washington D.C.. Comme les groupes Pig Destroyer et Chepang, également originaires des États-Unis, Magrudergrind renonce à l'utilisation d'une basse électrique.

## Histoire
Magrudergrind est formé en 2002 par le chanteur Avi Kulawy, le guitariste Marc Levin et le batteur Chris Moore. Le nom provient d'un HLM à Washington D.C. où les membres du groupe disposaient à l'époque d'une salle de répétition. En 2003, le groupe sort sa première démo intitulée Don't Support Humanitary Aid Led by the Church, suivie en 2004 d'un split avec Akkolyte et en 2005 d'un split EP avec Godstomper. La même année, l'album Sixty Two Trax of Thrash, limité à 2 000 exemplaires et auto-produit, sort sur le label indépendant américain To Live a Lie Records, une compilation de tous les titres du groupe contenus jusqu'à présent sur des split EP. 
Rehashed, considéré comme leur premier album, sort en 2007 sur le label californien DIY Six Weeks Records, limité à 1 000 CD et 1 000 LP. Le deuxième album, éponyme, sort en juin 2009 aux États-Unis sur Willowtip Records, et est distribué en dehors des États-Unis par Candlelight Records. L'album est masterisé par Scott Hull. Fin 2010, Magrudergrind enregistre l'EP Crusher, qui sort au printemps 2011 sur le label indépendant français Bones Brigade Records. Dans une critique de cet EP, le magazine musical Rock Hard qualifie Magrudergrind d'« un des combos de powerviolence grind les plus importants. » En été 2007 et 2011, le groupe joue à l'Obscene Extreme en République tchèque.
En 2011, le groupe fait l'objet de critiques au sein de la scène grindcore après la sortie d'un EP gratuit via le label américain Scion Audio/Visual. Alors que la scène grindcore porte un regard critique sur l'industrie musicale et pratique le do it yourself, Scion Audio/Visual est un label créé à des fins publicitaires par la marque de voitures Toyota Scion. En 2012, le groupe fait une apparition dans la série télévisée Veep : vice-présidente diffusée sur HBO.
Début 2015, le groupe est en contrat avec Relapse Records et annonce la sortie de son deuxième album studio, sorti en février 2016 sous le titre II.

## Style musical
Magrudergrind joue du grindcore, qui est parfois interrompu par des passages de hip-hop. Les membres du groupe ont une attitude positive vis-à-vis de l'environnement de la culture hip-hop et étaient auparavant des graffeurs.

## Discographie
- 2004 : Culture of Violence/Inherant Death (Split avec Akkolyte, Death Agony et Screams)
- 2007 : Rehashed (Six Weeks Records)
- 2009 : Magrudergrind (Willowtip Records)
- 2011 : Crusher (EP, Scion Audio/Visual)
- 2016 : II (Relapse Records)